# TIM-011
Il TIM 011 è un home computer ad uso educativo e scolastico sviluppato dal Mihajlo Pupin Institute in Serbia nel 1987.

## Specifiche
- CPU: HD64180 (Zilog Z80 compatible)
- RAM: 256 kB
- Memoria di massa: 3.5-inch floppy drive
- Sistema operativo: CP/M con ZCPR3
- Display: monitor monocromatico integrato